# Urnulidae
Famille
Les Urnulidae sont une famille de Ciliés de la classe des Kinetofragminophora et de l’ordre des Suctorida.

## Étymologie
Le nom de la famille vient du genre type Urnula, qui, en latin, signifie « petite urne », en référence à la forme de ce cilié. 

## Description
Les Urnulidae ont une petite taille (< 80 μm). Leur trophonte est sphéroïde, non attaché à la base à la lorique, qui présente plusieurs fentes radiales dans la moitié distale, la divisant en valves triangulaires. Leurs tentacules sont capités, unique ou nombreux, disposés en fascicules ou en rangées, et s'étendant à travers des fentes dans la lorica. La reproduction s’effectue par bourgeonnement « semi-circumvaginatif » avec une protomite latérale. Les essaims sont ovoïdes et ont des cinéties spiralées. Le macronoyau est ellipsoïde. On note la présence d’un micronoyau et de vacuoles contractiles.

## Habitat
Les Urnulidae vivent aussi bien dans des habitats marins qu'en eau douce ; librement mais parfois comme ectocommensaux sur des invertébrés aquatiques ou comme parasites sur des ciliés péritriches ou suctoriens.

## Liste des genres
Selon GBIF (1er juin 2023) :
- Metacineta Bütschli 1889
  - Genres synonymes : Asellacineta Jankowski 1981, Kellicotta Curds 1985, Vasacineta Jankowski 1981.
  - Espèce type : Metacineta mystacina (Ehrenberg, 1831) Bütschli 1889
  - Synonyme : Cothumia mystacina Ehrenberg, 1831
- Urnula Claparède & Lachmann, 1857
  - Espèce type : Urnula epistylidis Claparède & Lachmann, 1857

## Systématique
Le nom valide de ce taxon est Urnulidae Fraipont, 1878.